# The Puzzle
A The Puzzle nevű indie rock együttes 1997-ben alakult meg Kaposváron, majd Budapestre helyezték át székhelyüket. 2004-ben Londonba költöztek, azóta is ott működnek. Főleg angol nyelven énekelnek, de magyarul is akadnak dalaik. Legelőször egy demót adtak ki 2000-ben, majd koncertezni kezdtek. Ugyanebben az évben megnyerték a "Pepsi Sztárcsináló" versenyt, és ezáltal lemezszerződést nyertek az Universal Music Hungarynél. Első nagylemezüket 2005-ben dobták piacra. A Puzzle egyike azon magyar zenekaroknak, amelyek külföldön is sikereket értek el.

## Tagok
- Ligeti György (ének, gitár)

- Horvai Zsuzsanna (basszusgitár)

- Faragó Tamás (gitár)

- Reigler Attila (dob)[2]

## Diszkográfia
- Dream Your Life (demó, 2000)

- Csak játék (nagylemez, 2003)

- rEVOLUTION (nagylemez, 2004)

- You're So Cruel (nagylemez, 2007)

- Hazatérés (nagylemez, 2009)

- Más bolygóról (nagylemez, 2011)[3]